# Lipke Bijdeley Holthuis
Lipke Holthuis est un carcinologiste néerlandais, né le 21 avril 1921 à Probolinggo, à l'est de Java, mort le 7 mars 2008 à Leyde.

## Biographie
Il obtient un titre de docteur en science à l’université de Leyde en 1946 et devient conservateur assistant au Rijksmuseum van Natuurlijke Historie. Il occupe ce poste jusqu’à son départ à la retraite en 1986 avec le rang de conservateur senior. 

## Héritage naturaliste
Il fait paraître plus de 400 publications sur les crustacés ainsi que sur l’histoire de la carcinologie.
On lui doit également des travaux en botanique, essentiellement publiées en 1942 dans la revue Blumea.

## Publication
- (nl) Alex Alsemgeest & Charles Fransen [et al.]: In krabbengang door kreeftenboeken. De Bibliotheca Carcinologica L.B. Holthuis. Leiden, Naturalis Biodiversity Center, 2016.  (ISBN 978-90-6519-013-0)

## Source
- Courte biographie (en anglais)